# Arbeitsgericht Heiligenstadt
Das Arbeitsgericht Heiligenstadt war ein deutsches Arbeitsgericht mit Sitz in Heiligenstadt.

## Geschichte
Gemäß Arbeitsgerichtsgesetz vom 23. Dezember 1926 wurden in Deutschland Arbeitsgerichte gebildet. In Heiligenstadt entstand kein Arbeitsgericht, das für Heiligenstadt zuständige Arbeitsgericht war das Arbeitsgericht Worbis.
Nach der Besetzung Deutschlands durch die Alliierten wurden 1945 zunächst alle Gerichte geschlossen. Die ordentlichen Gerichte wurden schon bald wieder eröffnet, während die Arbeitsgerichte zunächst außer in Hamburg nicht wieder eingerichtet wurden, so dass arbeitsgerichtliche Streitigkeiten von den ordentlichen Gerichten erledigt werden mussten. Gemäß Kontrollratsgesetz 21 sollten in Deutschland Arbeitsgerichte aufgebaut werden. Nun wurde in aber kein Arbeitsgericht in Worbis mehr gebildet, stattdessen entstand das Arbeitsgericht Heiligenstadt. Gerichtssprengel waren nun der Landkreis Eichsfeld. Revisionsinstanz war nun das Thüringer Landesarbeitsgericht in Erfurt. In der DDR bestanden 1952 bis 1963 Arbeitsgerichte auf Kreis- und Bezirksebene. Nachdem diese 1963 in die Kreis- und Bezirksgerichte integriert worden waren, gab es keine gesonderten Arbeitsgerichte mehr.
Nach der Wende entstand das Arbeitsgericht Heiligenstadt 1993 nicht neu.